# Jennifer Aniston

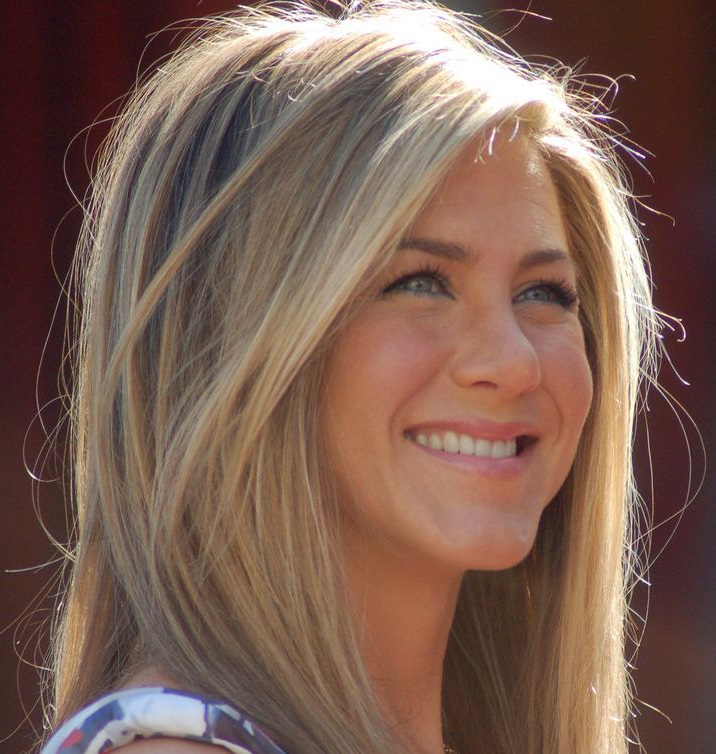
Jennifer Aniston (2012)

Jennifer Joanna Aniston (* 11. Februar 1969 in Los Angeles, Kalifornien) ist eine US-amerikanische Schauspielerin. Sie gehört zu den am besten verdienenden und einflussreichsten Personen in der Unterhaltungsindustrie.
Internationale Bekanntheit erlangte sie durch die Rolle der Rachel Green in der TV-Sitcom Friends (1994–2004), für die sie unter anderem mit dem Emmy, dem Golden Globe und dem Screen Actors Guild Award ausgezeichnet wurde.
Parallel zu ihrer Fernsehkarriere etablierte Aniston sich ab Mitte der 1990er Jahre auch als Filmschauspielerin. Nach ihrem Leinwanddebüt in dem Horrorfilm Leprechaun – Der Killerkobold (1993) war sie in einer Reihe von romantischen Komödien wie Der gebuchte Mann (1997) und Liebe in jeder Beziehung (1998) zu sehen. In den 2000er und 2010er Jahren spielte sie überwiegend die Protagonistin in Blockbuster-Komödien wie Bruce Allmächtig (2003), … und dann kam Polly (2004), Trennung mit Hindernissen (2006), Marley & Ich (2008), Meine erfundene Frau (2011) und Wir sind die Millers (2013).
Besondere Anerkennung bei Kritikern erhielt sie für ihre schauspielerischen Leistungen in den Independent-Filmen The Good Girl (2002), Freunde mit Geld (2006) und Cake (2014). Für ihre Rolle der fiktiven Frühstücksfernsehmoderatorin Alex Levy in der Serie The Morning Show, für die sie seit 2019 vor der Kamera steht, wurde sie 2020 mit dem Screen Actors Guild Award ausgezeichnet.
Mit ihrer im Jahr 2008 gegründeten Produktionsfirma Echo Films betätigt Aniston sich auch als Executive Producerin, so beispielsweise bei den Netflix-Produktionen Dumplin’ (2018) und Murder Mystery (2019).

## Frühe Jahre
Aniston wurde 1969 in Los Angeles im Stadtteil Sherman Oaks geboren. Ihr Vater, der griechischstämmige Schauspieler John Aniston, war 1933 als Yannis Anastassakis auf Kreta zur Welt gekommen und emigrierte als Kind mit seinen Eltern in die USA, wo die Familie ihren Nachnamen anglisierte und einen Diner in Chester im Bundesstaat Pennsylvania eröffnete.
Ihre Mutter Nancy Dow, deren Vorfahren aus Italien und Schottland stammten, wurde in Connecticut geboren und arbeitete in den 1960er Jahren als Model und Schauspielerin in Fernsehserien. Anistons älterer Halbbruder stammt aus der ersten Ehe ihrer Mutter, ihr jüngerer Halbbruder ging aus der zweiten Ehe ihres Vaters mit der Schauspielerin Sherry Rooney hervor. Der Kojak-Darsteller Telly Savalas war Anistons Patenonkel.
Als Aniston fünf Jahre alt war, lebte sie mit ihrer Familie ein Jahr in Griechenland und danach einige Zeit in der Kleinstadt Eddystone in Pennsylvania. Ihre Eltern trennten sich, als Aniston neun Jahre alt war. Ihr Vater zog nach Los Angeles, wo er ab 1985 bis zu seinem Tod 2022 in der Fernsehserie Zeit der Sehnsucht die Rolle des Victor Kiriakis spielte, und Aniston wuchs fortan bei ihrer Mutter in New York City auf. Dort besuchte sie die Rudolf-Steiner-Schule, wo sie in der Theatergruppe mitspielte und ihr Interesse für Kunst entdeckte. Als sie neun (nach anderer Quelle elf) Jahre alt war, wurde eines ihrer Gemälde für eine Sonderausstellung im Metropolitan Museum of Art ausgewählt. Später besuchte sie gemeinsam mit Chaz Bono und Andrea Bendewald die Fiorello H. LaGuardia High School of Music & Art and Performing Arts in Manhattan, an der sie 1987 ihren Schulabschluss machte.

## Karriere

### Beginn der Karriere
Nach Beendigung der High School nahm Aniston Schauspielunterricht bei Anthony Abeson im Musical Works Theatre in New York City. Eines ihrer ersten professionellen Engagements war der Auftritt in einem Werbespot für die US-amerikanische Restaurantkette Big Boy, gefolgt von einer Statistenrolle im Science-Fiction-Abenteuerfilm Mick, mein Freund vom anderen Stern (1988, Regie: Stewart Raffill). Von Dezember 1988 bis Januar 1989 trat Aniston an der Seite von Tony Shalhoub, Christine Estabrook und Laila Robins unter der Regie von Norman René in 46 Vorstellungen der Off-Broadway-Produktion For Dear Life am New Yorker Public Theatre auf. Außerdem wirkte sie in dem Stück Dancing On Checkers’ Grave mit. Da ihre Gagen nicht besonders hoch waren, verdiente sie sich zusätzlich ihren Lebensunterhalt als Fahrradkurierin, Telefonverkäuferin und Kellnerin.
Auf der Suche nach lukrativeren Rollenangeboten zog Aniston 1989 nach Los Angeles, wo sie ihre ersten TV-Engagements in der kurzlebigen Familien-Sitcom Molloy (1990) an der Seite von Mayim Bialik und im Fernsehfilm Chaos in Camp Cucamonga (1990) erhielt. Eine Hauptrolle spielte sie anschließend in der Fernsehserie Ferris Bueller (1990–1991), basierend auf dem Kinofilm Ferris macht blau, die nach 13 Folgen eingestellt wurde.
Es folgte ein Gastauftritt in der Fernsehserie Zurück in die Vergangenheit (1992), eine Rolle in der Sketch-Serie The Edge (1992–1993) und schließlich die erste Hauptrolle in einem Kinofilm, dem Horrorstreifen Leprechaun – Der Killerkobold (1993), der jedoch weder bei Kritikern noch beim Publikum ein großer Erfolg wurde. Nachdem ihr nächstes Engagement in der erfolglosen Fernsehserie Muddling Through (1994) nach zehn Folgen geendet hatte, zog Aniston kurzzeitig in Erwägung, die Schauspielerei aufzugeben.

### Durchbruch und Fernsehkarriere

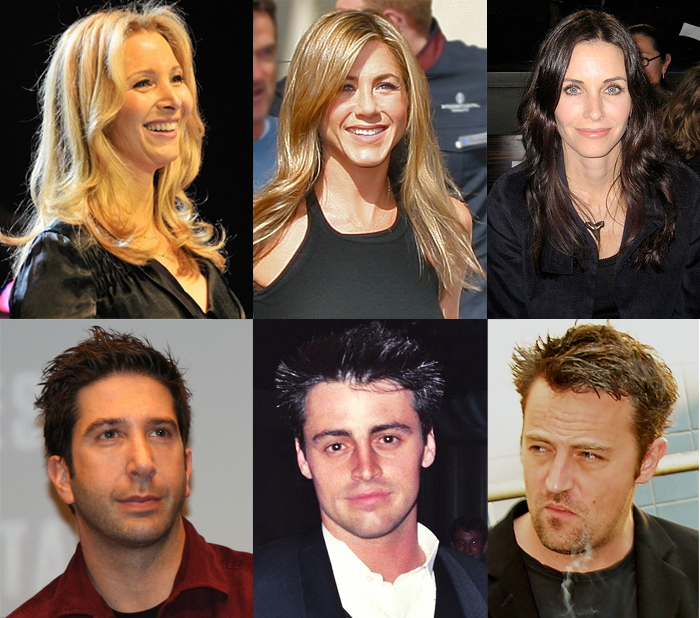
Mit ihren Friends-Co-Stars Lisa Kudrow, Courteney Cox, David Schwimmer, Matt LeBlanc und Matthew Perry stand Aniston (obere Reihe, Mitte) von 1994 bis 2004 vor der Kamera.

Im Jahr 1994 erhielt Aniston das Angebot, als festes Ensemble-Mitglied bei Saturday Night Live mitzuwirken, welches sie jedoch zugunsten der Rolle der Rachel Green in der NBC-Sitcom Friends ablehnte. Die Serie über das Leben von sechs Freunden in New York City startete im Herbst 1994 und wurde schnell ein großer Publikumserfolg mit weit über 20 Mio. Zuschauern pro Episode.
Aniston und ihre Co-Stars Courteney Cox, Lisa Kudrow, Matt LeBlanc, Matthew Perry und David Schwimmer wurden durch die Sitcom weltberühmt und gehörten während ihrer Laufzeit zu den am besten verdienenden Schauspielern im US-Fernsehen. Für die erste Staffel erhielten alle sechs Hauptdarsteller pro Episode eine Gage von 22.500 US-Dollar, die sich über die Jahre kontinuierlich steigerte. Später handelten sie eine zusätzliche Gewinnbeteiligung und für die letzten beiden Staffeln eine Gage von einer Million US-Dollar pro Episode für jeden von ihnen aus. Laut dem Guinness-Buch der Rekorde von 2005 standen sie damit an der Spitze der bestbezahlten Serienstars.
Für ihre Rolle in Friends erhielt Aniston viele Kritikerpreise, darunter 1996 den Screen Actors Guild Award, 2002 den Emmy und 2003 den Golden Globe. In ihrem Ungeschminkt-Interview mit James Lipton im Juli 2011 sagte Aniston rückblickend über die Serie: „Es war einer der großartigsten Jobs, die ich je hatte. Er hat mir alles gegeben. Er hat mir dieses lächerlich gesegnete Leben und diese Karriere ermöglicht, und er hat mich so viel gelehrt, und es war die beste Zeit, die ich je hatte.“
Im Jahr 2004 wurde die Sitcom nach zehn erfolgreichen Jahren eingestellt. Das Serienfinale am 6. Mai 2004 wurde in den USA von 52,5 Mio. Zuschauern verfolgt. Obwohl Aniston seit dem Ende von Friends überwiegend auf der Kinoleinwand zu sehen ist, kehrte sie gelegentlich auf den Fernsehbildschirm zurück und übernahm Gastrollen in Serien wie 30 Rock (2008) und Cougar Town (2010). Für ihren Gastauftritt bei 30 Rock wurde Aniston 2009 für einen Emmy nominiert.
Seit 2019 spielt sie an der Seite von Reese Witherspoon, Steve Carell und Billy Crudup in der Drama-Serie The Morning Show von Apple TV+ die fiktive Frühstücksfernsehmoderatorin Alex Levy, deren langjähriger Co-Moderator der sexuellen Nötigung und des Machtmissbrauchs am Arbeitsplatz bezichtigt wird. Für ihre darstellerische Leistung erhielt sie Lob von Kritikern, je eine Golden-Globe- und Emmy-Nominierung sowie die Auszeichnung mit dem Screen Actors Guild Award 2020 als beste Darstellerin in einer Dramaserie.

### Filmkarriere

#### 1990er Jahre
Parallel zu den Dreharbeiten von Friends trieb Aniston ihre Kinokarriere voran. In der romantischen Komödie Café Blue Eyes – Schlafloses Verlangen (1996) spielte sie in einer Nebenrolle an der Seite von Ione Skye die Kellnerin Allison, die von einer Karriere in Hollywood träumt. Der San Francisco Chronicle schrieb über ihre Darstellung: „[Aniston] tut nichts außer alle paar Minuten anzutanzen, um ihren Charme zu versprühen und sehr, sehr, sehr hübsch auszusehen. Wer beschwert sich?“ Im selben Jahr spielte sie neben Cameron Diaz und Edward Burns in dem Film She’s the One eine verlassene Ehefrau. Die New York Times lobte ihre Darstellung als „professionell“ und „wundervoll komisch“.
In Der gebuchte Mann (1997) war Aniston an der Seite von Kevin Bacon, Jay Mohr und Olympia Dukakis zu sehen. Die New York Times befand, dass Aniston in ihrer Bestform an die junge Barbra Streisand in Is’ was, Doc? erinnere und laut Time Out Magazine habe die Schauspielerin die seltene Gabe, das Publikum auch dann für sich zu gewinnen, wenn das Filmmaterial alles andere als überzeugend sei. Für den Film erhielt Aniston eine Gage von zwei Mio. US-Dollar. Danach übernahm sie eine Nebenrolle in dem Film Zwei Singles in L.A. (1997) mit Jeanne Tripplehorn und Dylan McDermott in den Hauptrollen. In ihrem nächsten Kinofilm Liebe in jeder Beziehung (1998) spielte Aniston erstmals an der Seite von Paul Rudd, der später auch eine Nebenrolle bei Friends übernahm. Die Komödie erhielt gemischte Kritiken: gelobt wurden die „herzberührenden“ Leistungen der beiden Hauptdarsteller, vor allem aber leide der Film unter zu vielen Handlungsfehlern und häufigen Wendungen.
Nach dieser Reihe von romantischen Komödien spielte Aniston 1999 in der von Kritikern gelobten, satirisch anmutenden Komödie Alles Routine eine Kellnerin. Während der Film an den Kinokassen lediglich seine Produktionskosten von zehn Mio. US-Dollar einspielen konnte, entwickelte er sich nach der Veröffentlichung auf DVD zum Erfolg.

#### 2000er Jahre

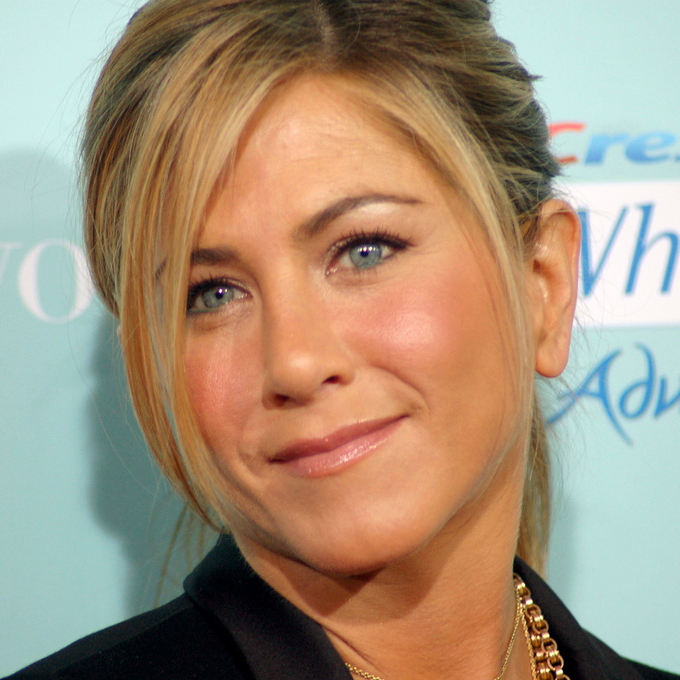
Jennifer Aniston (2009)

In dem Musikfilm-Drama Rock Star (2001), für das sie eine Gage von drei Mio. US-Dollar erhielt, verkörperte Aniston die Managerin einer Rockband und Freundin deren Leadsängers, gespielt von Mark Wahlberg. Das Branchenblatt Variety befand, dass Anistons überzeugende Darbietung beachtlich sei, auch wenn die Rolle nicht viel abverlange. Mit The Good Girl, einem Independent-Filmdrama aus dem Jahr 2002, verbuchte Aniston an der Seite von John C. Reilly, Jake Gyllenhaal und Zooey Deschanel ihren ersten großen Erfolg bei Filmkritikern, der ihr Nominierungen für den Satellite Award und den Independent Spirit Award als beste Hauptdarstellerin einbrachte. Viele Kritiker halten Anistons Darstellung der vom Leben gelangweilten Kassiererin Justine Last für eine ihrer besten Rollen und den ersten vielversprechenden Grundstein ihrer Filmkarriere. So schrieb beispielsweise Roger Ebert über sie: „Nach dem Schmachten in einer Reihe von übersehenen Filmen […] hat Jennifer Aniston endlich in einem Independent-Film von satirischem Feuer und emotionalem Aufruhr entschieden mit ihrem Friends-Image gebrochen. Es wird nicht mehr möglich sein, sie auf die gleiche Weise zu betrachten.“
Der finanzielle Erfolg kam 2003 mit der Komödie Bruce Allmächtig an der Seite von Jim Carrey, die weltweit 484,6 Millionen US-Dollar einspielte. Der folgende Film – die Komödie … und dann kam Polly (2004) mit Ben Stiller und Philip Seymour Hoffman – war ebenfalls an den Kinokassen erfolgreich, und Aniston erhielt für die Titelrolle eine Gage von fünf Mio. US-Dollar. Die Dreharbeiten der beiden Komödien überschnitten sich, und Aniston drehte außerdem noch Friends, so dass sie kurze Zeit parallel für drei Projekte vor der Kamera stand. In dem Thriller Entgleist (2005) spielte sie – neben Clive Owen und Vincent Cassel – deutlich gegen ihr „Romantic-Comedy-Image“ an und verkörperte eine geheimnisvolle Fremde, die zum Opfer einer Vergewaltigung wird. Dieser Rollenwechsel vermochte die Kritiker jedoch nicht zu überzeugen. ReelViews meinte: „Jennifer Aniston ist als halbe Femme fatale fehlbesetzt. Die Rolle verlangt mehr, als [Aniston] in der Lage ist, zu geben […]“ Der San Francisco Chronicle befand, dass Aniston eine blasse Imitation einer Femme fatale abliefere und es ihr auf der großen Leinwand am nötigen Selbstbewusstsein fehle, um ihr schauspielerisches Repertoire über ‚süß und keck‘ hinaus zu erweitern.
In Wo die Liebe hinfällt … (2005) stand Aniston für eine Gage von acht Mio. US-Dollar mit Mark Ruffalo, Kevin Costner, Kathy Bates, Mena Suvari und Shirley MacLaine vor der Kamera. Der Film handelt von einer Frau (Aniston), die entdeckt, dass ihre Familiengeschichte die Vorlage für den Roman und den Film Die Reifeprüfung war. Trotz der Star-Besetzung blieb der Erfolg bei Kritikern und an den Kinokassen aus. Im Januar 2005 begannen in Los Angeles die Dreharbeiten zu dem Independent-Film Freunde mit Geld von Nicole Holofcener. Da kurz zuvor Anistons Trennung von ihrem Ehemann Brad Pitt bekannt geworden war, wurde das Filmset von Paparazzi belagert, was die Dreharbeiten erheblich erschwerte. Freunde mit Geld lief als Eröffnungsfilm beim Sundance Film Festival 2006 und Aniston verkörpert darin Olivia, eine unentschlossene Frau Ende 30, die gerade ihren Beruf als Lehrerin aufgegeben hat, um sich ihren Lebensunterhalt als Putzfrau zu verdienen – eine Entscheidung, die ihr wohlhabender Freundeskreis nicht nachvollziehen kann. Aniston und ihre Co-Stars Catherine Keener, Frances McDormand und Joan Cusack ernteten für ihre Zusammenarbeit großes Lob von Kritikern.
Ihren nächsten großen Kinoerfolg erzielte Aniston an der Seite von Vince Vaughn in der Komödie Trennung mit Hindernissen (2006), die weltweit rund 205 Mio. US-Dollar einspielte. Marley & Ich (2008), in dem Aniston an der Seite von Owen Wilson zu sehen ist, war dann mit einem weltweiten Einspielergebnis von 242,7 Mio. US-Dollar kommerziell noch erfolgreicher. Für beide Filme erhielt sie eine Gage von je acht Mio. US-Dollar. Mit dem Episodenfilm Er steht einfach nicht auf Dich (2009), für den sie mit Ben Affleck vor der Kamera stand, war Aniston ebenfalls an der Kinokasse erfolgreich. Als Nächstes spielte sie in Love Happens (2009) eine Blumenhändlerin, die einem Witwer (Aaron Eckhart) dabei hilft, den Verlust seiner Frau zu verarbeiten.

#### 2010er Jahre

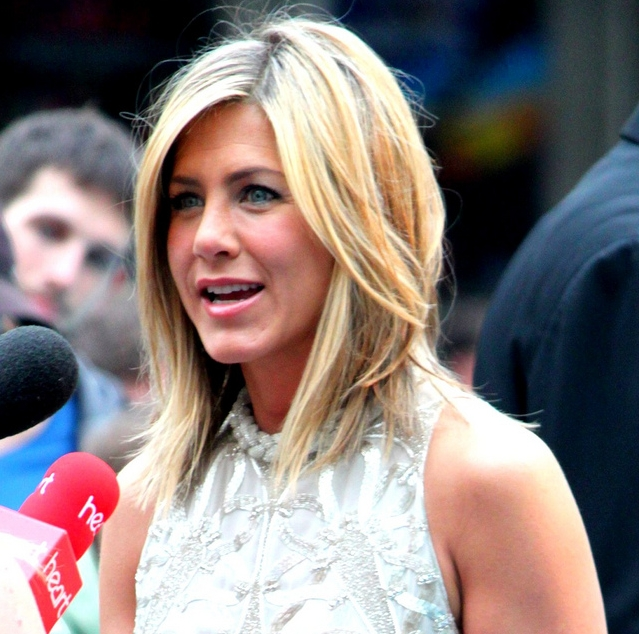
Jennifer Aniston bei der Filmpremiere von Kill the Boss im Jahr 2011.

Anfang der 2010er Jahre übernahm Aniston die weibliche Hauptrolle in Der Kautions-Cop (2010) mit Gerard Butler und drehte gemeinsam mit Jason Bateman die Komödie Umständlich verliebt (2010). Beide Filme verbuchten nur mäßige Kinobesucherzahlen, vermochten auch die Mehrzahl der Filmkritiker nicht zu überzeugen und Aniston wurde im Jahr 2011 für beide Darbietungen als „schlechteste Schauspielerin“ für den Negativpreis Goldene Himbeere nominiert. Ein internationaler Kinoerfolg wurde hingegen die 2011 erschienene Komödie Meine erfundene Frau mit Adam Sandler, Brooklyn Decker und Nicole Kidman, die weltweit über 214,9 Mio. US-Dollar einspielte und Aniston mit 10 Mio. US-Dollar erstmals eine Filmgage im zweistelligen Millionenbereich einbrachte.
Im Juni 2011 fand im Grauman’s Chinese Theatre in Hollywood die Weltpremiere von Kill the Boss statt. In der Filmkomödie verkörpert Aniston eine nymphomanische Zahnärztin, die ihren Assistenten Dale (Charlie Day) solange sexuell belästigt und erpresst, bis dieser sich dazu entschließt, sie ermorden zu lassen. Regisseur Seth Gordon hatte Aniston von Anfang an für diese Rolle im Sinn: „Bereits beim ersten Lesen des Drehbuchs stellte ich sie mir in der Rolle vor […] Ich wusste immer, dass sie großes komödiantisches Talent hat, aber ich habe das Gefühl, schon immer gesehen zu haben, dass sie mehr kann, als das, was ihr angeboten wird.“ Aniston, die für die Rolle eine Gage von sechs Mio. US-Dollar erhielt, sah das Angebot ebenfalls als eine willkommene Abwechslung zu den üblicherweise von ihr verkörperten Figuren: Für sie habe sich nie die Frage gestellt, ob sie die Rolle übernehmen würde, sondern nur wann.
In den USA erschien im Februar 2012 der Film Wanderlust – Der Trip ihres Lebens in den Kinos. Aniston und Paul Rudd spielen darin ein New Yorker Pärchen, das sich das teure Leben Manhattans nicht länger leisten kann und sich einer Hippie-Kommune anschließt. Anistons nächster Film, die Komödie Wir sind die Millers, wurde im August 2013 im New Yorker Ziegfeld Theatre uraufgeführt. Mit einem weltweiten Einspielergebnis von knapp 270 Mio. US-Dollar gehört die Produktion zu Anistons kommerziell erfolgreichsten Filmen. In dem Film Life of Crime, dessen Premiere im Rahmen des Toronto International Film Festivals im Jahr 2013 stattfand und der auf Elmore Leonards Roman The Switch basiert, spielt Aniston an der Seite von Tim Robbins, John Hawkes und Yasiin Bey ein Entführungsopfer.
In dem im Jahr 2014 erschienenen Drama Cake verkörpert Aniston an der Seite von Anna Kendrick, Sam Worthington und Adriana Barraza eine durch einen Unfall entstellte und von chronischen Schmerzen geplagte, medikamentenabhängige Frau. Der Hollywood Reporter lobte ihre starke schauspielerische Leistung in ihrer anspruchsvollsten dramatischen Rolle seit The Good Girl und Deadline bescheinigte Aniston eine oscarwürdige Darbietung. Für die Rolle wurde Aniston für den Golden Globe, den Screen Actors Guild Award und den Critics’ Choice Movie Award als beste Hauptdarstellerin nominiert. Außerdem wurde sie für ihre Darbietung beim Santa Barbara International Film Festival 2015 mit dem prestigeträchtigen Montecito Award geehrt, zu dessen früheren Preisträgern unter anderem Daniel Day-Lewis, Julianne Moore und Javier Bardem gehören.
Ebenfalls im Jahr 2014 war sie in der Rolle einer Psychotherapeutin in Peter Bogdanovichs Filmkomödie Broadway Therapy sowie in dem Fortsetzungsfilm Kill the Boss 2 zu sehen. Im Jahr 2016 übernahm sie Rollen in dem Episodenfilm Mother’s Day – Liebe ist kein Kinderspiel mit Julia Roberts und der Weihnachtskomödie Office Christmas Party. Im darauffolgenden Jahr spielte sie neben Toni Collette, Alden Ehrenreich und Jack Huston in dem Antikriegsfilmdrama The Yellow Birds eine Mutter, deren Sohn (verkörpert von Tye Sheridan) im Kampfeinsatz ums Leben kommt. Es folgten Hauptrollen in den Netflix-Produktionen Dumplin’ (2018) sowie Murder Mystery (2019). Letztere wurde innerhalb der ersten vier Wochen nach ihrer Veröffentlichung laut Netflix von 73 Mio. Haushalten gestreamt.

### Karriere als Produzentin und Regisseurin

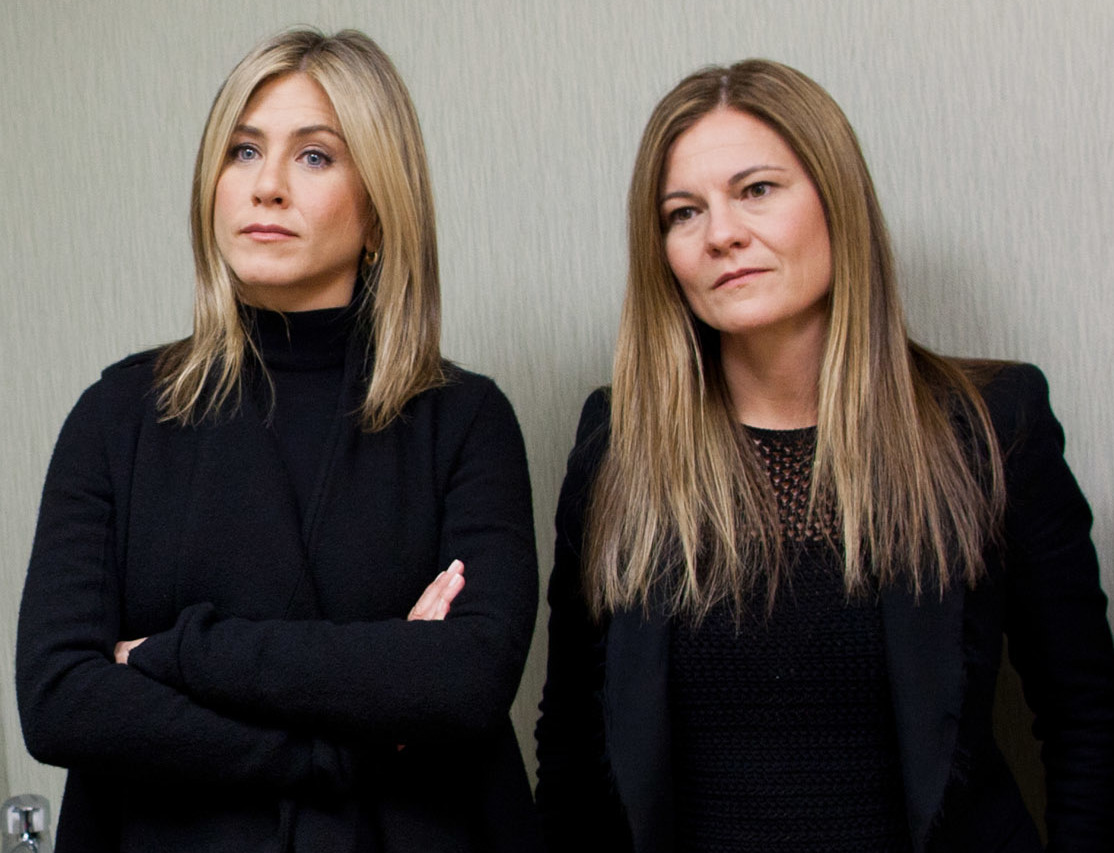
Mit Kristin Hahn (rechts) gründete Aniston 2008 die Produktionsfirma Echo Films.

Gemeinsam mit Brad Grey, dem späteren Geschäftsführer von Paramount Pictures, und ihrem damaligen Ehemann Brad Pitt gründete Aniston 2002 die Filmproduktionsgesellschaft Plan B Entertainment. Das Unternehmen beteiligte sich an der Produktion von Blockbustern wie Troja (2004) und Charlie und die Schokoladenfabrik (2005). Nachdem die Ehe der beiden Schauspieler im Oktober 2005 geschieden wurde, zog Aniston sich aus der Firma zurück und Pitt übernahm ihre Gesellschaftsanteile. Im April 2008 gründete sie zusammen mit Kristin Hahn die Produktionsfirma Echo Films, mit der sie laut einer Stellungnahme zur Unternehmensgründung „greifbare Geschichten über Menschen mit ihren Sorgen und Herausforderungen im Alltag auf die Leinwand bringen“ und „Ideen und Erfahrungen wiedergeben wollen, die alle angingen.“ Zu den bislang realisierten Projekten gehören unter anderem die Filme Umständlich verliebt (2010), Life of Crime (2013) und Dumplin’ (2018) sowie die Serie The Morning Show (2019).
Im Jahr 2006 führte Aniston erstmals Regie bei dem Kurzfilm Room 10 mit Robin Wright Penn und Kris Kristofferson in den Hauptrollen. Das Regiedebüt der Schauspielerin wurde beim CineVegas International Film Festival mit dem Jury-Preis für den besten Kurzfilm ausgezeichnet. Im Jahr 2011 führte sie Regie bei einem von insgesamt fünf Kurzfilmen unter dem Projektnamen Five des US-Fernsehsenders Lifetime Television. Der Film befasst sich mit dem Thema Brustkrebs und seinen Auswirkungen auf die Betroffenen. Die Hauptrollen in Anistons Kurzfilm spielen Patricia Clarkson und Jeanne Tripplehorn. Der Kurzfilm wurde erstmals im Oktober 2011 ausgestrahlt. Für ihre Leistung als Regisseurin wurde Aniston für den Directors Guild of America Award nominiert.

### Auftritte in Musikvideos, am Theater und als Werbegesicht
Gemeinsam mit den übrigen Friends-Hauptdarstellern ist Aniston im Musikvideo des Sitcom-Titelsongs I’ll Be There For You von The Rembrandts zu sehen. Im Jahr 1996 spielte Aniston im Musikvideo zu Walls von Tom Petty and the Heartbreakers mit und 2001 trat sie in Melissa Etheridges Video zu I Want To Be In Love auf.
Abgesehen von ihren Theaterengagements zu Beginn ihrer Schauspielkarriere Ende der 1980er Jahre trat Aniston im November 2010 auch als Überraschungsgast bei den 24 Hour Plays am Broadway in New York auf. Sie spielte in dem Stück The Bitch Downstairs an der Seite von Kyra Sedgwick und Sam Rockwell den Geist eines verstorbenen Hundes. Es war bereits ihre dritte Teilnahme an dem jährlichen Theatermarathon: 2006 hatte sie einen Auftritt in dem Stück Three Girls and Bob und 2009 stand sie gemeinsam mit Brooke Shields in Ramen Noodle auf der Bühne. Im Juni 2011 wurden die 24 Hour Plays erstmals in Los Angeles aufgeführt, auch dieses Mal war Aniston Teil des Ensembles.
Im Jahr 1994 drehte Aniston gemeinsam mit ihrem Friends-Kollegen Matthew Perry einen ca. 30-minütigen Werbespot für Microsoft, in dem sie das damals neu erscheinende Betriebssystem Windows 95 vorstellen. Von 2007 bis 2019 fungierte sie als Werbegesicht für Glacéaus Smartwater. Außerdem warb Aniston unter anderem für Barclays, Heineken, die Kosmetik-Marken L’Oréal, Living Proof und Aveeno, die Fluggesellschaft Emirates sowie sechs eigene Parfüms. Ihre Einnahmen durch Werbeaufträge werden auf über 10 Mio. US-Dollar pro Jahr geschätzt.

## Rollenwahl und Ausdrucksmittel
In den meisten ihrer Filme, die sie während und nach dem Ende von Friends drehte, war Aniston auf den Charaktertypus der „unterstützenden Freundin“ der männlichen Hauptrolle (Rockstar, Bruce Allmächtig, … und dann kam Polly) oder Protagonistin in romantischen Komödien (z. B. Der gebuchte Mann, Liebe in jeder Beziehung, Wo die Liebe hinfällt, Umständlich verliebt) festgelegt und ihre Rollen wurden häufig als „Rachel-ähnlich“ beschrieben. Anistons Versuche, einen anderen Typus Frau zu verkörpern, erwiesen sich bei der Studioproduktion Entgleist als Misserfolg bei Publikum und Kritikern, bescherten ihr aber bei Independent-Filmen wie The Good Girl, Freunde mit Geld, Management und Cake, die nur ein kleineres Publikum erreichten, viel positive Resonanz.
Aniston ist berühmt für ihr komödiantisches Timing und setzte bei der Verkörperung von Rachel Green stark auf Körpersprache und Variationen ihrer Stimme. Durch den Gebrauch synkopierter Kadenz und Tonhöhe ließ sie die Friends-Figur Charakteren aus Screwball-Komödien wie die von Doris Day gespielte Carol Templeton in Ein Pyjama für zwei ähneln. In der Rolle der Rachel gestikulierte Aniston beim Sprechen viel mit Armen und Händen – ein Ausdrucksmittel, das sie für die Figur der Justine Last in The Good Girl auf Anweisung des Regisseurs Miguel Arteta nahezu vollständig ablegen musste. Stattdessen agierte sie mit herunterhängenden Schultern, seitlich am Körper gehaltenen Händen und einem schlurfenden, schwerfälligen Gang. Außerdem zeigte sie sich in dem Film in übergroßer Kleidung, mit ungekämmten Haaren und fast ungeschminkt. Laut Arteta habe Aniston vor Drehbeginn einen Monat lang Gewichte an Hand- und Fußgelenken getragen, um ihre Körperhaltung auf die Rolle vorzubereiten. Wenn sie in einer Szene dazu tendierte, von ihren Händen Gebrauch zu machen, habe er sie angewiesen, sich auf ihre Hände zu setzen. In Trennung mit Hindernissen unterspielte Aniston ihre Rolle. Für ihre Rolle in Cake ließ Aniston sich – ähnlich wie Charlize Theron für Monster (2003) – von Maskenbildnern in eine unattraktive Frau mit Gesichtsnarben, strähnigen Haaren und fahlem Teint verwandeln. Außerdem nahm sie für die Rolle an Gewicht zu.

## Vermögen und Einfluss
Laut Forbes gehört Aniston zu den am besten verdienenden und einflussreichsten Personen in der Unterhaltungsindustrie und erscheint seit 2001 regelmäßig auf den jährlichen Ranglisten des Magazins. Im Jahr 2003 stand sie auf Platz 1 der Forbes-Rangliste der 100 mächtigsten Prominenten, da sie nach Angaben des Wirtschaftsmagazins von Juni 2002 bis Juni 2003 Gagen in Höhe von insgesamt 35 Mio. US-Dollar verdient und mehr Zeitschriften-Cover als jeder andere Star geziert hatte. Im Jahr 2007 schätzte Forbes Anistons Vermögen auf 110 Mio. US-Dollar, womit sie zu den 20 reichsten Frauen der Unterhaltungsbranche gehörte. Auf der Forbes-Liste der 100 mächtigsten Prominenten von 2009 rangierte Aniston mit Gagen in Höhe von insgesamt 25 Mio. US-Dollar auf Platz 8. Im Jahr 2014 lag sie mit Einnahmen von 31 Mio. US-Dollar auf Platz 77 der am besten verdienenden Prominenten. Im Jahr 2018 war sie mit 19,5 Mio. US-Dollar die am drittbesten verdienende Schauspielerin der Welt.
Seit 2007 ist Aniston Mitglied der Academy of Motion Picture Arts and Sciences und somit stimmberechtigt bei der alljährlichen Wahl der Oscar-Preisträger. Als Aniston sich im Oktober 2019 bei Instagram anmeldete, hatte ihr Account bereits nach 5 Stunden und 16 Minuten eine Million Follower, womit sie es ins Guinness-Buch der Rekorde schaffte. Aufgrund des großen Ansturms war ihr Account vorübergehend nicht mehr abrufbar. Im Dezember 2020 erreichte sie mit ihrem Instagram-Profil bereits über 36 Mio. Follower.

## Soziales Engagement
Aniston engagiert sich für zahlreiche soziale Projekte. Beispielsweise setzte sie sich für die Wohltätigkeitsorganisation Friends of El Faro ein, die Spenden für ein mexikanisches Waisenhaus in Tijuana sammelt, und unterstützt seit Jahren die Öffentlichkeits- und Spendenkampagne des St. Jude Children’s Research Hospitals.
Von Bryan Adams ließ sie sich für den 2005 erschienenen Bildband American Women ablichten, dessen Erlös an Einrichtungen fließt, die sich mit der Aufklärung über Brustkrebs und der Bekämpfung der Krankheit befassen. Gemeinsam mit anderen Persönlichkeiten aus der Unterhaltungsindustrie engagiert sie sich seit 2008 außerdem für Stand Up to Cancer.
Im Mai 2008 drehte sie zusammen mit Woody Harrelson im Rahmen der Kampagne Burma, It Can’t Wait einen Kurzfilm, um auf die Menschenrechtssituation in Myanmar aufmerksam zu machen. Im Jahr 2009 wirkte sie als Erzählerin bei der Vertonung der Kinderbücher von Nick Katsoris mit, deren Erlös an soziale Einrichtungen geht.
Im Jahr 2010 trat Aniston als Teil einer Kampagne zum Schutz von Delfinen zusammen mit anderen Hollywood-Stars in dem Kurzfilm The Cove PS: My Friend is… von Regisseur Andrés Useche auf. Nach dem Erdbeben in Haiti 2010 spendete Aniston 500.000 US-Dollar, um den Opfern der Katastrophe zu helfen, und unterstützte den Spendenmarathon der Benefizgala Hope for Haiti Now, indem sie mit anderen Prominenten Spendenanrufe entgegennahm.
Im Oktober 2017 spendete sie eine Million US-Dollar für die Opfer der Hurrikane Harvey, Irma und Maria.

## Privatleben
Von 1990 bis 1991 waren Aniston und Charlie Schlatter, ihr Serienpartner aus Ferris Bueller, ein Paar. Anfang der 1990er führte sie außerdem eine mehrjährige Beziehung mit dem Schauspieler Daniel McDonald. Im Jahr 1995 war sie kurzzeitig mit Counting-Crows-Sänger Adam Duritz liiert und von 1995 bis 1998 führte Aniston eine Beziehung mit ihrem Schauspielkollegen Tate Donovan, mit dem sie 1998 für einige Friends-Folgen gemeinsam vor der Kamera stand. Im Frühjahr 1998 lernte Aniston Brad Pitt kennen und heiratete ihn am 29. Juli 2000. Während der Ehe hatte auch Pitt einen Gastauftritt bei Friends: In Staffel 8 spielte er in der Folge Der Hass-Club die Rolle eines alten Schulkameraden, der Rachel nicht leiden kann. Im realen Leben gab das Paar am 7. Januar 2005 seine Trennung bekannt. Aniston reichte am 25. März 2005 wegen „unüberbrückbarer Differenzen“ die Scheidung ein. Die Ehe wurde am 2. Oktober 2005 rechtskräftig geschieden. Während der Dreharbeiten zu Trennung mit Hindernissen im Sommer 2005 wurden Aniston und ihr Filmpartner Vince Vaughn ein Paar; die Beziehung hielt bis Dezember 2006. Von Frühjahr 2008 bis März 2009 war sie mit dem Sänger John Mayer liiert. Im August 2012 verlobte sie sich mit dem Schauspieler und Drehbuchautor Justin Theroux, mit dem sie für den Film Wanderlust – Der Trip ihres Lebens vor der Kamera gestanden hatte. Das Paar heiratete am 5. August 2015 und gab im Februar 2018 seine Trennung bekannt.
Aniston ist die Patentante der Tochter von Courteney Cox und David Arquette. Sie lebt in Bel Air, einem Stadtteil von Los Angeles. Im Erwachsenenalter wurde bei ihr eine Dyslexie diagnostiziert. Nach eigenen Angaben leidet sie zudem an Flugangst und Agoraphobie. Im November 2022 sprach sie erstmals ausführlich über ihren unerfüllten Kinderwunsch bzw. über ihre erfolglose In-Vitro-Fertilisation in ihren späten 30er und frühen 40er Jahren, in der sie eine „beschissene Zeit durchgemacht“ habe. Sie schloss, „wenn ich das nicht durchgemacht hätte, dann wäre ich nie zu der Person geworden, die ich sein sollte.“

## Rezeption

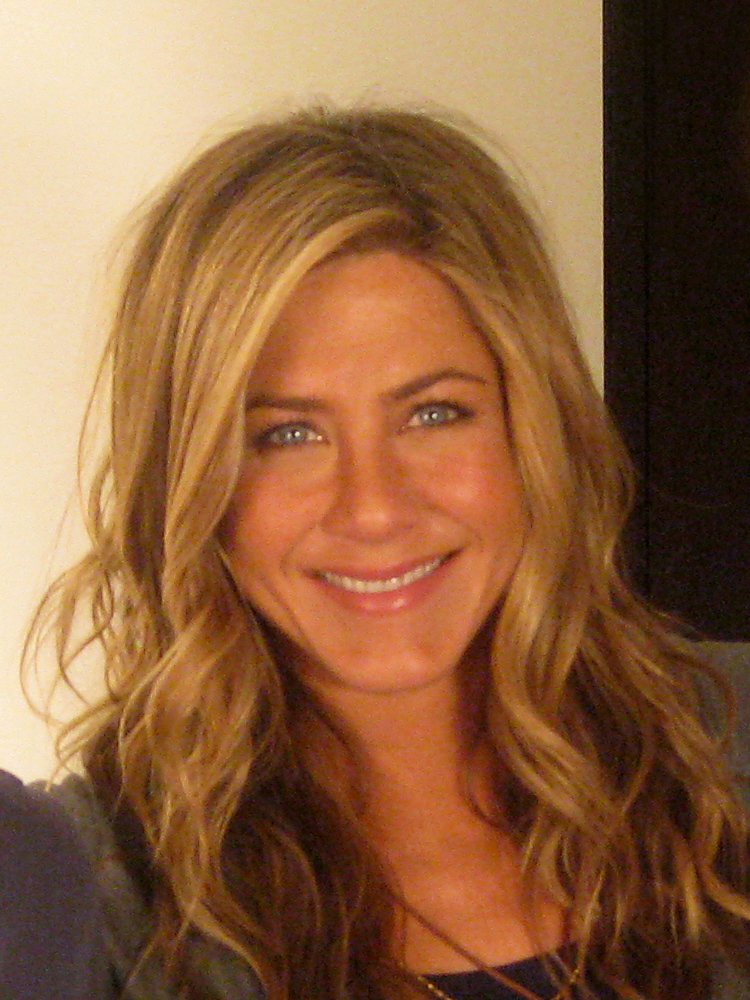
Jennifer Aniston (2010)

Seit den 1990er Jahren gilt Aniston als „America’s Sweetheart“ (Amerikas Liebling) und „bodenständiges Girl Next Door“, mit dem sich das weibliche Publikum identifizieren kann und das von Männern begehrt wird. Laut Johnson (2012) entstand dieses Image durch Anistons „ikonische“ Rolle der Rachel Green in Friends: „Je mehr die Grenze zwischen der „echten“ Jennifer Aniston und Rachel verschwamm, desto „authentischer“ wurde Aniston. Die wahrgenommene Abgerundetheit, Normalität und Nachempfindbarkeit ihrer Serienfigur ebnete den Weg für Mainstream-Leinwandrollen, in denen sie völlig entspannt und unterhaltsam sowie warmen Charakters und liebenswert sein konnte.“ Durch die Rolle wurde sie außerdem zur Modeikone und ihre Frisur während der ersten und zweiten Staffel, der „Rachel Look“ – im Englischen auch einfach nur „The Rachel“ –, war Thema in vielen Modemagazinen und wurde von Frauen weltweit kopiert.
Anfang der 2000er Jahre wurde Aniston in den Medien als „das Vorzeigebeispiel einer Frau, die alles hat“ gehandelt: Sie wurde von diversen Zeitschriften zu den schönsten Frauen der Welt gezählt, verfügte über eine erfolgreiche Fernsehkarriere und führte eine scheinbare Traumehe mit Brad Pitt. Dieses Image wandelte sich Mitte der 2000er Jahre mit der Scheidung von Pitt und dem Trennungsgrundgerücht, dass Pitt während der Dreharbeiten zu Mr. & Mrs. Smith eine Affäre mit seiner Filmpartnerin und späteren zweiten Ehefrau Angelina Jolie begonnen habe. Fortan wurde Aniston von den Medien als „bemitleidenswerte, alternde Verlassene“ porträtiert. Die vermeintliche Rivalität zwischen ihr – dem „Girl Next Door“ – und Jolie – dem „Vamp“ – sorgte für zahlreiche Schlagzeilen und wurde von Bekleidungsherstellern durch den Verkauf von T-Shirts mit den Aufschriften „Team Aniston“ und „Team Jolie“ vermarktet, wobei sich die Aniston-T-Shirts im Verhältnis von 25:1 deutlich besser verkauften.
Anistons Privatleben – beispielsweise ihre scheinbar erfolglosen Liebesbeziehungen und Spekulationen über eine mögliche Schwangerschaft oder den Grund ihrer Kinderlosigkeit – wurde zu einem Dauerthema in der Klatschpresse. Auch ihre frühere Beziehung zu Pitt wird – selbst Jahre nach ihrer Trennung – immer wieder in den Medien aufgegriffen. Austerlitz (2019) erklärt das öffentliche Interesse an Anistons Privatleben wie folgt: „Ein Großteil Amerikas […] hat Aniston als Rachel Green kennengelernt und war niemals ganz in der Lage, die beiden auseinanderzuhalten […] Ein nach Happy Endings lechzendes Publikum gab sich nicht mit dem von Friends gelieferten zufrieden; es wollte ein ähnliches Happy End im wahren Leben, mit Brad Pitt oder Justin Theroux oder Vince Vaughn als Ersatz für Ross Geller.“
Laut Berridge (2015) verblasse Anistons beruflicher Erfolg aufgrund der medialen Berichterstattung über ihr Privatleben, andere Kritiker äußerten sogar die Ansicht, dass Aniston ihre Filmkarriere der Klatschpresse und nicht ihrer Leinwandpräsenz verdanke. Aniston wurde mehrfach als „Kassengift“ bezeichnet, tatsächlich haben sich die meisten ihrer Filme aber spätestens nach ihrer Veröffentlichung auf DVD als profitabel erwiesen und bislang weltweit eine Gesamtsumme von über drei Milliarden US-Dollar eingespielt, die Hälfte davon allein in den USA. Das Jennifer-Aniston-Neuron wurde nach ihr benannt.

## Filmografie

### Als Darstellerin
- 1988: Mick, mein Freund vom anderen Stern (Mac and Me)
- 1990: Molloy (Fernsehserie, 7 Folgen)
- 1990: Chaos in Camp Cucamonga (Camp Cucamonga, Fernsehfilm)
- 1990–1991: Ferris Bueller (Fernsehserie, 13 Folgen)
- 1992: Zurück in die Vergangenheit (Quantum Leap, Fernsehserie, Folge 5x04 Ein zweites Leben)
- 1992–1993: Vier mal Herman (Herman’s Head, Fernsehserie, 2 Folgen)
- 1992–1993: The Edge (Fernsehserie, 20 Folgen)
- 1993: Leprechaun – Der Killerkobold (Leprechaun)
- 1994: Burkes Gesetz (Burke’s Law, Fernsehserie, Folge 1x04 Wer tötete die Schönheitskönigin?)
- 1994: Muddling Through (Fernsehserie, 10 Folgen)
- 1994–2004: Friends (Fernsehserie, 236 Folgen)
- 1995: Die Larry Sanders Show (The Larry Sanders Show, Fernsehserie, Folge 4x10 Gewissenskonflikt)
- 1996: Partners (Fernsehserie, Folge 1x17 Follow the Clams?)
- 1996: Café Blue Eyes – Schlafloses Verlangen (Dream for an Insomniac)
- 1996: She’s the One
- 1997: Der gebuchte Mann (Picture Perfect)
- 1997: Zwei Singles in L.A. (Til There Was You)
- 1998: Liebe in jeder Beziehung (The Object of My Affection)
- 1998: The Thin Pink Line
- 1998: Waiting for Woody (Kurzfilm)
- 1999: Alles Routine (Office Space)
- 2001: Rock Star
- 2002: The Good Girl
- 2003: Freedom: A History of Us (Fernsehserie, Folge 1x04 Wake Up America)
- 2003: Bruce Allmächtig (Bruce Almighty)
- 2004: Friends: The One Before the Last One – Ten Years of Friends (Fernsehfilm)
- 2004: … und dann kam Polly (Along Came Polly)
- 2005: Entgleist (Derailed)
- 2005: Wo die Liebe hinfällt … (Rumor Has It…)
- 2006: Freunde mit Geld (Friends With Money)
- 2006: Trennung mit Hindernissen (The Break-Up)
- 2007: Dirt (Fernsehserie, Folge 1x13 Ita Missa Est)
- 2008: Marley & Ich (Marley & Me)
- 2008: Management
- 2008: 30 Rock (Fernsehserie, Folge 3x03 Die verrückte Freundin)
- 2009: Er steht einfach nicht auf Dich (He’s Just Not That Into You)
- 2009: Love Happens
- 2010: Der Kautions-Cop (The Bounty Hunter)
- 2010: Umständlich verliebt (The Switch)
- 2010: Cougar Town (Fernsehserie, Folge 2x01 Ein Riesenweltuntergang)
- 2011: Meine erfundene Frau (Just Go with It)
- 2011: Kill the Boss (Horrible Bosses)
- 2011: My Least Favorite Career (Kurzfilm)
- 2012: Burning Love (Fernsehserie, 2 Folgen)
- 2012: Wanderlust – Der Trip ihres Lebens (Wanderlust)
- 2013: Wir sind die Millers (We’re the Millers)
- 2013: Life of Crime
- 2014: Broadway Therapy (She’s Funny That Way)
- 2014: Cake
- 2014: Kill the Boss 2 (Horrible Bosses 2)
- 2016: Mother’s Day – Liebe ist kein Kinderspiel (Mother’s Day)
- 2016: Office Christmas Party
- 2017: The Yellow Birds
- 2018: Dumplin’
- 2019: Murder Mystery
- seit 2019: The Morning Show (Fernsehserie, 30 Folgen)
- 2021: Friends: The Reunion
- 2023: Murder Mystery 2

Mit Ausnahme von Leprechaun – Der Killerkobold (1992) und Zwei Singles in L.A. (1997) wird Aniston in der deutschen Version ihrer Filme von Ulrike Stürzbecher synchronisiert. In der Sitcom Friends lieh ihr Nadja Reichardt ihre Stimme.

### Als Synchronsprecherin
- 1996: Steven Spielberg’s Director’s Chair (Computerspiel)
- 1998: Hercules (Hercules: The Animated Series, Fernsehserie, Folge 1x27 Hercules and the Dream Date)
- 1999: South Park (Fernsehserie, Folge 3x01 Regenwald, Regenwald… du lässt mich völlig kalt)
- 1999: Der Gigant aus dem All (The Iron Giant)
- 2003: King of the Hill (Fernsehserie, Folge 7x13 Queasy Rider)
- 2016: Störche – Abenteuer im Anflug (Storks)

### Musikvideos
- 1995: I’ll Be There For You von The Rembrandts
- 1996: Walls von Tom Petty and the Heartbreakers
- 2001: I Want To Be In Love von Melissa Etheridge

### Als Executive Producerin
- 2008: Management
- 2010: Umständlich verliebt (The Switch)
- 2013: Call Me Crazy: A Five Film (Fernsehfilm)
- 2013: Life of Crime
- 2014: Cake
- 2017: The Yellow Birds
- 2018: Dumplin’
- 2019: Murder Mystery
- seit 2019: The Morning Show (Fernsehserie)
- 2023: Murder Mystery 2

### Als Regisseurin
- 2006: Room 10 (Kurzfilm)
- 2011: Five (Fernsehfilm, Segment Mia)

## Theatrografie
- 1988: For Dear Life (Public Theatre, New York City)
- 1988: Dancing on Checkers’ Grave (Orange Thoughts Theatre Company, New York City)
- 2006: Three Girls and Bob (The 24 Hour Plays on Broadway, American Airlines Theatre, New York City)
- 2009: Ramen Noodle (The 24 Hour Plays on Broadway, American Airlines Theatre, New York City)
- 2010: The Bitch Downstairs (The 24 Hour Plays on Broadway, American Airlines Theatre, New York City)

## Auszeichnungen und Ehrungen

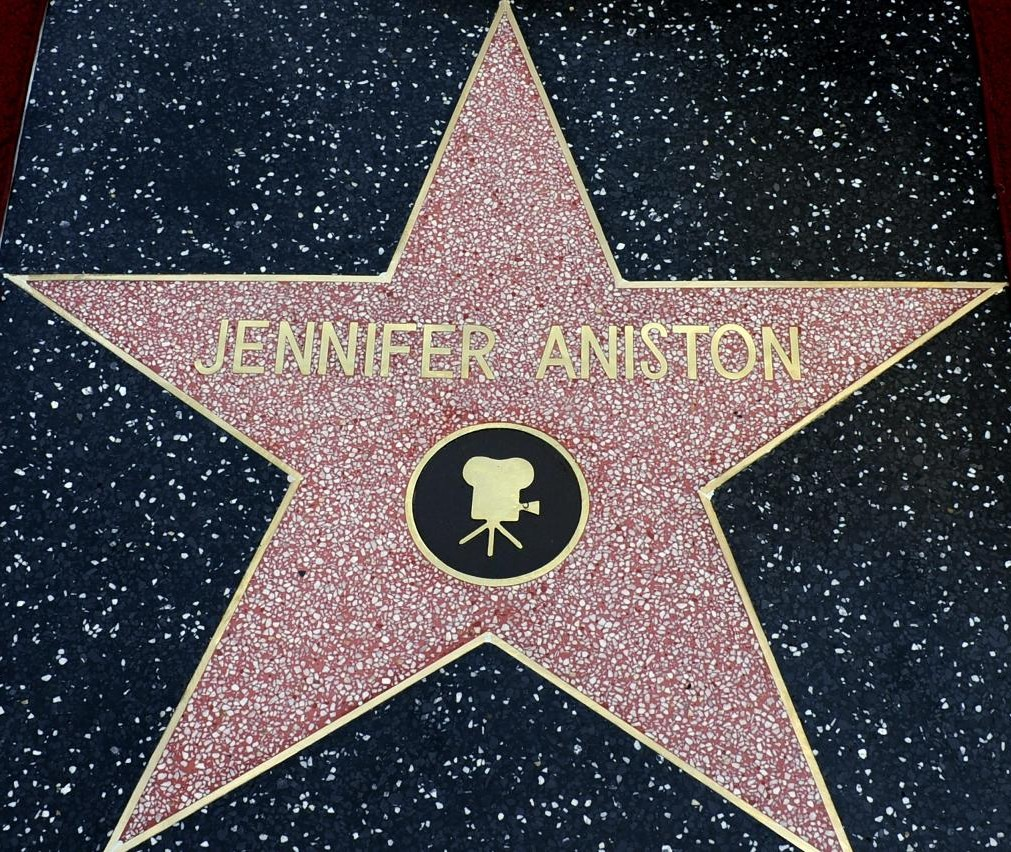
Anistons Stern auf dem Hollywood Walk of Fame

Seit dem 7. Juli 2011 gehört Aniston zu den Filmstars, deren Hand- und Schuhabdrücke vor dem Grauman’s Chinese Theatre am Hollywood Boulevard in Beton verewigt wurden. Sie besitzt außerdem einen Stern auf dem Hollywood Walk of Fame, der zu Ehren ihrer Errungenschaften im Filmgeschäft am 22. Februar 2012 enthüllt wurde. Es ist der 2462. Stern auf dem berühmten Bürgersteig und befindet sich an der Adresse 6270 Hollywood Boulevard in Los Angeles.
Im Laufe ihrer Karriere wurde Aniston für zahlreiche Film- und Fernsehpreise nominiert und mehrfach ausgezeichnet:
American Comedy Award
- 1996: Nominierung als beste Nebendarstellerin in einer Fernsehserie für Friends
- 1999: Nominierung als beste Nebendarstellerin in einer Fernsehserie für Friends
- 2001: Nominierung als beste Nebendarstellerin in einer Fernsehserie für Friends

Critics’ Choice Movie Award
- 2015: Nominierung als beste Hauptdarstellerin für Cake

Directors Guild of America Award
- 2012: Nominierung als beste Regisseurin eines Fernsehfilms oder einer Miniserie für Five (gemeinsam mit Patty Jenkins, Alicia Keys, Demi Moore und Penelope Spheeris)

Emmy Award
- 2000: Nominierung als beste Nebendarstellerin in einer Comedyserie für Friends
- 2001: Nominierung als beste Nebendarstellerin in einer Comedyserie für Friends
- 2002: Auszeichnung als beste Hauptdarstellerin in einer Comedyserie für Friends
- 2003: Nominierung als beste Nebendarstellerin in einer Comedyserie für Friends
- 2004: Nominierung als beste Nebendarstellerin in einer Comedyserie für Friends
- 2009: Nominierung als beste Gastdarstellerin in einer Comedyserie für 30 Rock
- 2020: Nominierung als beste Hauptdarstellerin in einer Dramaserie für The Morning Show

Golden Globe Award
- 2002: Nominierung als beste Nebendarstellerin in einer Serie, Miniserie oder einem TV-Film für Friends
- 2003: Auszeichnung als beste Hauptdarstellerin in einer Fernsehserie – Comedy oder Musical für Friends
- 2015: Nominierung als beste Hauptdarstellerin – Drama für Cake
- 2020: Nominierung als Serien-Hauptdarstellerin – Drama für The Morning Show

Independent Spirit Award
- 2003: Nominierung als beste Hauptdarstellerin für The Good Girl

Kids’ Choice Award
- 2009: Nominierung als beliebteste Filmschauspielerin für Marley & ich

MTV Movie Award
- 2004: gemeinsame Nominierung mit Jim Carrey für den besten Filmkuss in Bruce Allmächtig
- 2004: gemeinsame Nominierung mit Ben Stiller für die beste Tanzszene in … und dann kam Polly
- 2011: Nominierung als beste Schauspielerin für Meine erfundene Frau
- 2012: Auszeichnung als bester „Leinwand-Drecksack“ für Kill the Boss

Online Film Critics Society Award
- 2003: Nominierung als beste Hauptdarstellerin für The Good Girl

People’s Choice Award
- 2001: Auszeichnung als beliebteste Fernsehschauspielerin
- 2002: Auszeichnung als beliebteste Fernsehschauspielerin
- 2003: Auszeichnung als beliebteste Fernsehschauspielerin
- 2004: Auszeichnung als beliebteste Fernsehschauspielerin
- 2007: Auszeichnung als beliebteste Filmschauspielerin
- 2007: gemeinsame Nominierung mit Vince Vaughn als beliebtestes Leinwandpaar für Trennung mit Hindernissen
- 2010: Nominierung als beliebteste Filmschauspielerin
- 2011: Nominierung als beliebteste Filmschauspielerin
- 2012: Nominierung als beliebteste Filmschauspielerin und beliebteste Filmkomödienschauspielerin
- 2013: Auszeichnung als beliebteste Filmkomödienschauspielerin

Satellite Award
- 2000: Nominierung als beste Darstellerin in einer Fernsehserie – Komödie oder Musical für Friends
- 2003: Nominierung als beste Darstellerin in einer Fernsehserie – Komödie oder Musical für Friends
- 2003: Nominierung als beste Hauptdarstellerin in einer Komödie oder einem Musical für The Good Girl

Screen Actors Guild Award
- 1996: Auszeichnung als bestes Schauspielensemble in einer Comedyserie für Friends*
- 1999: Nominierung als bestes Schauspielensemble in einer Comedyserie für Friends*
- 2000: Nominierung als bestes Schauspielensemble in einer Comedyserie für Friends*
- 2001: Nominierung als bestes Schauspielensemble in einer Comedyserie für Friends*
- 2002: Nominierung als bestes Schauspielensemble in einer Comedyserie für Friends*
- 2002: Nominierung als beste Darstellerin in einer Comedyserie für Friends
- 2003: Nominierung als beste Darstellerin in einer Comedyserie für Friends
- 2003: Nominierung als bestes Schauspielensemble in einer Comedyserie für Friends*
- 2004: Nominierung als bestes Schauspielensemble in einer Comedyserie für Friends*
- 2015: Nominierung als beste Hauptdarstellerin für Cake
- 2020: Auszeichnung als beste Darstellerin in einer Dramaserie für The Morning Show

(*gemeinsam mit Courteney Cox, Lisa Kudrow, Matt LeBlanc, Matthew Perry und David Schwimmer)
Teen Choice Award
- 2009: Nominierung als beste Filmschauspielerin in einer Komödie für Er steht einfach nicht auf Dich
- 2009: Nominierung als beste Filmschauspielerin in einer Komödie für Marley & Ich
- 2011: gemeinsame Auszeichnung mit Adam Sandler als Leinwandpaar mit der besten Chemie im Film für Meine erfundene Frau

Weitere Auszeichnungen
- 2002: Auszeichnung mit dem Hollywood Film Award als Schauspielerin des Jahres
- 2005: Auszeichnung mit dem ShoWest Award als weiblicher Star des Jahres
- 2007: Auszeichnung mit dem Vanguard Award bei den GLAAD Media Awards für die Förderung der Sichtbarkeit und des Verständnisses der LGBT-Gemeinschaft
- 2009: Auszeichnung mit dem Women in Film Crystal Award für ihre „exzellente Darstellung im Film“
- 2011: Auszeichnung mit dem Decade of Hotness Award bei den Spike Guy’s Choice Awards
- 2014: Auszeichnung mit dem People Magazine Award für die Performance des Jahres einer Filmschauspielerin für ihre Rolle in Cake
- 2015: Montecito Award beim Santa Barbara International Film Festival für ihre Rolle in Cake

Negativpreise
- 1997: Nominierung für die Goldene Himbeere als schlechteste Newcomerin/Möchtegern-Filmschauspielerin für She’s the One (geteilt mit Lisa Kudrow, Matt LeBlanc und David Schwimmer)
- 2011: Nominierung für die Goldene Himbeere als schlechteste Schauspielerin in Der Kautions-Cop und Umständlich verliebt
- 2011: gemeinsame Nominierung mit Gerard Butler für die Goldene Himbeere als schlechtestes Leinwandpaar in Der Kautions-Cop
- 2012: gemeinsame Nominierung mit Adam Sandler für die Goldene Himbeere als schlechtestes Leinwandpaar in Meine erfundene Frau
- 2015: Nominierung für die Goldene Himbeere als Himbeere-Erlöser-Preis für ihre (positive) Leistung in Cake